# World Heavyweight Champion

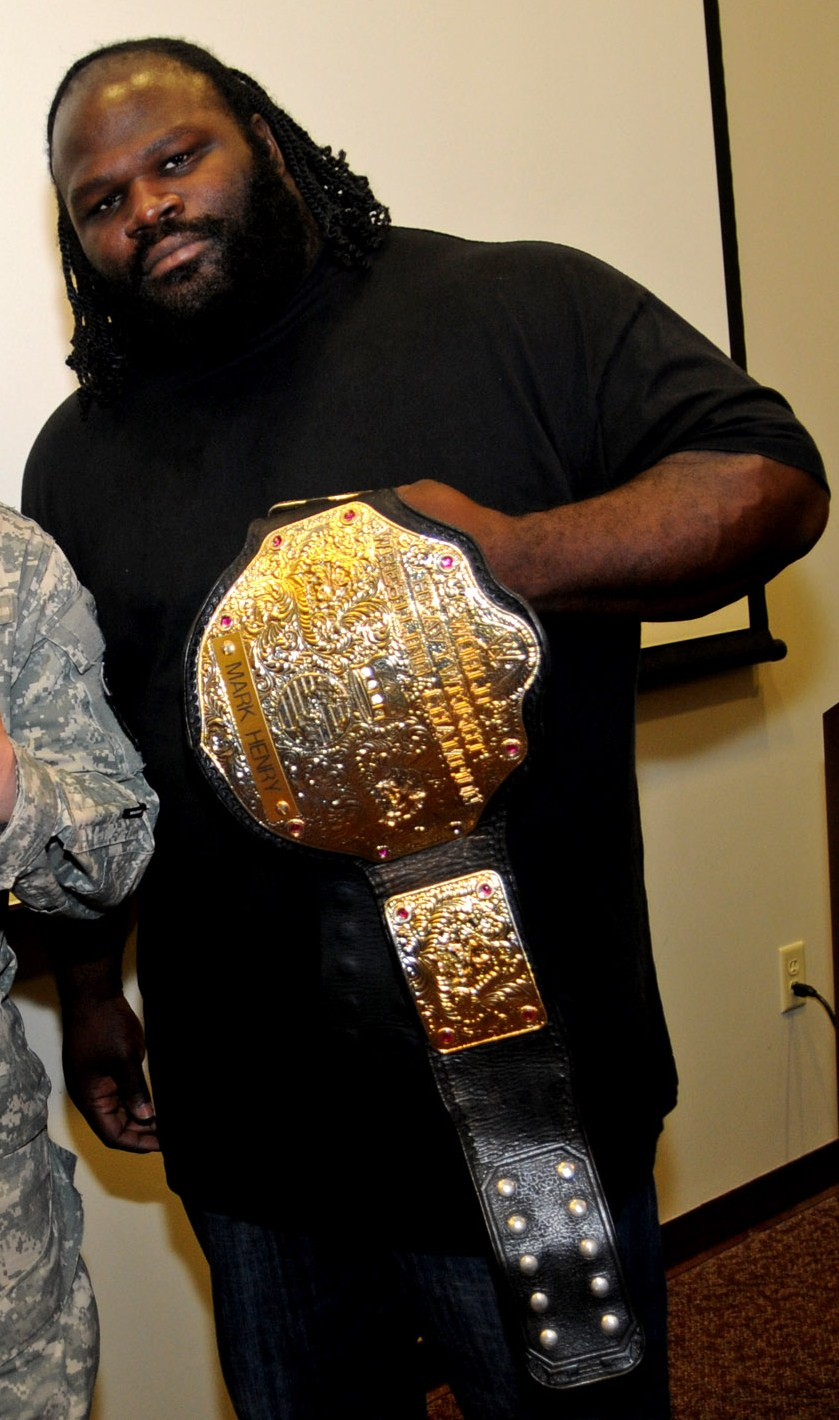
Mark Henry, vinnare 2011-2012, med bältet.

World Heavyweight Champion är en titel i amerikansk wrestling. Utmärkelsen är i form av ett bälte med en guldig skiva som det står World Heavyweight Champion på.